# Heinz Lesener
Heinz Lesener (* 24. August 1919 in Stettin; † 11. Juni 2011 in Teterow) war ein deutscher Lehrer und Politiker (SED). Er war von 1965 bis 1971 Oberbürgermeister der Stadt Stralsund.

## Leben
Heinz Lesener war nach seinem Schulbesuch ab März 1936 als Praktikant tätig, bevor er im April 1938 eine Fachschulausbildung begann, die er im Februar 1940 abbrach, um seinen Kriegsdienst in der Wehrmacht anzutreten. Er blieb bis Mai 1945 Soldat.
Nach seiner Vertreibung setzte er im September 1945 seine Fachschulausbildung fort und schloss diese im August 1946 ab. Er qualifizierte sich zum Maschinenbauingenieur und absolvierte ein Lehrer- sowie ein Jurastudium in Greifswald bzw. in Potsdam und schloss sich der SED an. Lesener war Schulrat in Löcknitz und Bezirksvorsitzender der Gewerkschaft Unterricht und Erziehung in Rostock und ab 1959 im Staatsdienst tätig. Er war Vorsitzender des Rates des Kreises Wismar bis 1965.
Am 4. November 1965 wurde er Oberbürgermeister der Stadt Stralsund und blieb dies bis zum 19. April 1971. An diesem Tag wurde er von der Stadtverordnetenversammlung vom Amt des Oberbürgermeisters abberufen.